# Maricel González
Maricel González (Mar del Plata, Buenos Aires, Argentina; 17 de mayo de 2001) es una futbolista argentina. Juega de mediocampista y defensora lateral en Racing Club de la Primera División Femenina de Argentina.

## Trayectoria

### Inicios
Jugó fútbol 5 en "El Siciliano" en el año 2016. Pasó por General Urquiza (no confundir con UAI Urquiza) en 2017. Además formó parte del seleccionado Sub-16 de AFFEBA en 2016-2017, con este último conjunto logró el tercer puesto en la Liga de Desarrollo, siendo ella una de las futbolistas más destacadas.

### UAI Urquiza
En enero de 2018 llega a UAI Urquiza, uno de los equipos más destacados del fútbol femenino de Argentina. Hizo su debut en la victoria 12-0 sobre Excursionistas, por la segunda fecha en la Zona B del Torneo 2018/2019, el 23 de septiembre de 2018. Ingresó al minuto del segundo tiempo en reemplazo de Miriam Mayorga.

### River Plate
En marzo de 2021 se confirma su pase al millonario, utilizaría el dorsal 16. Debutó el 27 de junio de 2021, ante Comunicaciones, por la novena fecha del Torneo Apertura 2021, en la victoria de su equipo 3-1. El 12 de noviembre de 2022 se consagró campeona de la Copa Federal, al ganar la final a Belgrano de Córdoba, siendo su primer título oficial con el millonario.

### Racing Club
En enero de 2023 se confirma su llegada a La Academia.

## Estadísticas

### Clubes
| Club        | Liga               | País      | Año             |
| ----------- | ------------------ | --------- | --------------- |
| UAI Urquiza | Primera División A | Argentina | 2018 - 2021     |
| River Plate | Primera División A | Argentina | 2021 - 2022     |
| Racing Club | Primera División A | Argentina | 2023 - presente |

## Selección nacional
En febrero de 2019 fue convocada al seleccionado Sub-20 de Argentina. En septiembre de ese mismo año, Carlos Borrello la citó al elenco Sub-19 para disputar la Liga Sudamericana de Desarrollo. En febrero de 2020 fue citada para el Sudamericano Sub-20, aunque luego el torneo fue suspendido.